# کوجیکی
کوجیکی (به ژاپنی: 古事記, Kojiki) یا گزارش رویدادهای کهن نام قدیمی‌ترین کتاب تاریخی به جا مانده در ژاپن است. این کتاب مجموعه‌ای از اسطوره‌ها دربارهٔ مبدأ جزیره‌های ژاپن و کامی‌ها (خدایان) است. کتاب کوجیکی کتابی است که در آن از آفرینش زمین و آسمان، خدایان متعدد، آداب و رسوم مذهبی، مرگ یا مردگان، خوبی‌ها و شرارت‌ها و مطالب بسیار دیگری سخن رفته‌است. در لابه‌لای آن اشعار بسیاری وجود دارد که به اسطوره‌های کهن ژاپن بازمی‌گردد. از سویی دیگر این کتاب، در حقیقت «شاهنامه» ژاپنی‌ها است که به سرگذشت امپراتوران متعدد ژاپن و پهلوانان آن‌ها می‌پردازد.معنی لغوی واژه کوجیکی «وقایع‌نگاری موضوع‌های کهن» است . بسیاری از آداب و اسطوره‌های شینتو از کتاب کوجیکی (تالیف در سال ۷۱۲ میلادی) و کتاب نیهون‌شوکی یا نیهون‌گی (تالیف در سال ۷۲۰ میلادی) الهام می‌گیرند. این کتاب توسط اونو یاسومارو و به فرمان ملکه گِم‌مه‌ی نوشته شده است. مهم‌ترین الهه در این کتاب الهه اماتراسو الهه خورشید است که سمبل کشور ژاپن به شمار می‌رود و تمامی امپراتوران ژاپنی خود را از نسل این الهه می‌پندارند.
کتاب کوجیکی در کنار کتاب نیهون‌شوکی، بزرگترین مآخذ اساطیر ژاپن و افسانه‌های پیش از تاریخ این سرزمین محسوب می‌شوند.